# Volvo 260

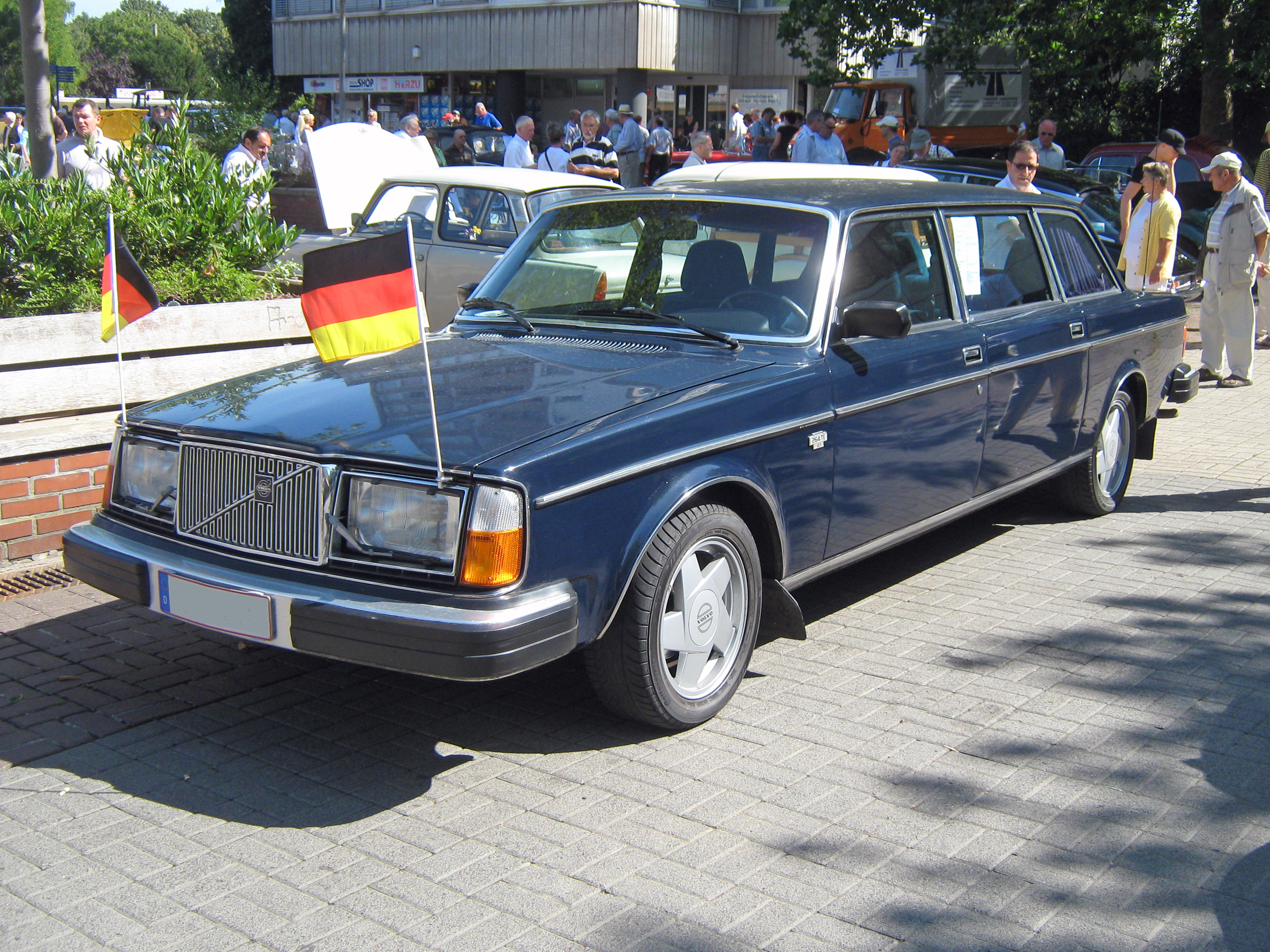
Volvo 264 TE

Volvo 260 – seria samochodów osobowych klasy średniej-wyższej produkowanych przez szwedzką firmę Volvo  AB w latach 1974–1982. Dostępne były jako 2-drzwiowe coupé lub 4-drzwiowy sedan. Następca modelu 164. Do napędu użyto silnika PRV V6. Moc przenoszona była na oś tylną poprzez 4-biegową manualną bądź 3-biegową automatyczną skrzynię biegów. Samochód został zastąpiony przez model 760.

## Dane techniczne ('78 264 GL 2.7)

### Silnik
- V6 2,7 l (2664 cm³), 2 zawory na cylinder, SOHC
- Układ zasilania: wtrysk
- Średnica cylindra × skok tłoka: 88,00 mm × 73,00 mm
- Stopień sprężania: 9,5:1
- Moc maksymalna: 150 KM (110 kW) przy 5700 obr./min
- Maksymalny moment obrotowy: 218 N•m przy 3000 obr./min

### Osiągi
- Przyspieszenie 0-100 km/h: b/d
- Prędkość maksymalna: b/d

## Dane techniczne ('80 264 GL 2.8)

### Silnik
- V6 2,8 l (2849 cm³), 2 zawory na cylinder, SOHC
- Układ zasilania: wtrysk
- Średnica cylindra × skok tłoka: 91,00 mm × 73,00 mm
- Stopień sprężania: 9,5:1
- Moc maksymalna: 157 KM (116 kW) przy 5700 obr./min
- Maksymalny moment obrotowy: 229 N•m przy 3000 obr./min

### Osiągi
- Przyspieszenie 0-100 km/h: b/d
- Prędkość maksymalna: b/d